# Cabo Tiburón
Cabo Tiburón är en udde i Colombia, på gränsen till Panama. Den ligger i den nordvästra delen av landet, 600 km nordväst om huvudstaden Bogotá.
Terrängen inåt land är lite kuperad. Havet är nära Cabo Tiburón åt nordost. Runt Cabo Tiburón är det glesbefolkat, med 18 invånare per kvadratkilometer.